# Auf Patrouille im Osten
Auf Patrouille im Osten ist ein deutsches Stummfilmdrama aus dem Jahre 1914 mit Fern Andra.

## Handlung
Auf dem Schloss des Grafen Zilimsky im russisch annektierten Polen der ausgehenden Zarenzeit. Der Graf, der eine erwachsene Tochter aus erster Ehe besitzt, heiratet zum zweiten Mal. Wenig später ist er tot. Dahinter steckt der Geliebte seiner zweiten Ehefrau. Der Tote aber hatte zuvor von der Untreue seiner neuen Gattin erfahren und daraufhin sein Testament geändert. Leider weiß niemand davon, denn Graf Zilimsky hat dieses neue Testament in einem Geheimfach versteckt. Dann bricht 1914 der Krieg aus.
Es kommt zu Kriegshandlungen zwischen Deutschen und Russen auf russisch-polnischem Boden, unweit des Schlosses. Ein im Schloss einquartierter deutscher Leutnant entdeckt derweil das Testament. Er entlarvt das treulose Paar, das sich im Schloss widerrechtlich eingenistet hat, und sorgt dafür, dass die Tochter als rechtmäßige Erbin Gräfin und Hausherrin auf Schloss Zilimsky wird. Später heiraten die beiden.

## Produktionsnotizen
Auf Patrouille im Osten passierte die Filmzensur im November 1914 und wurde bald darauf uraufgeführt. Der mit Jugendverbot belegte Film war drei Akte lang. In Österreich konnte man den Film zu Beginn des darauffolgenden Jahres sehen.

## Kritik
„Schöne Aufnahmen, stimmungsvolle Bilder, Kämpfe, in die Österreicher, Deutsche und Russen verwickelt sind erhöhen die Gesamtwirkung. Die Trägerin der Hauptrolle Frl. Fern Andra ist eine äußerst sympathische Erscheinung, die noch manches Gute zu schaffen berufen erscheint.“